# Fricourt-i német katonai temető
A fricourt-i német katonai temető (Deutsche Kriegsgräberstätte Fricourt) első világháborús sírkert a franciaországi Fricourt közelében.
A temetőben 17 027 német katona nyugszik, akik a Somme-nál folyó harcok során estek el 1914. szeptember és 1918 nyara között. A katonák többsége, nagyjából tízezer ember a brit és francia támadás néhány hetében vesztette életét, 1916. július 1. és november közepe között. A halottak közül 5057 fekszik egyéni sírban, közülük 114-et nem sikerült azonosítani. Egy kereszt két sírt jelöl. A többi katona tömegsírban nyugszik, 6447 közülük ismeretlen.
A temetőt 1920-ban nyitották a francia hatóságok. A sírkertbe a Somme-tól északra eső csatamezőkről exhumált katonákat helyezték át. A német hadisírokat gondozó szervezet (Volksbund Deutsche Gräberfürsorge e.V.) 1929-ben vette kezébe a temető gondozását. A második világháború 1939-es kitörésétől a francia-német hadisír egyezmény 1966. július 19-i megszületéséig a németek nem gondozhatták a temető. Azóta ismét a VDK felügyeli a sírkert rendjét, tisztaságát.

## Híres halott
A temetőben nyugodott Manfred von Richthofen, a háború legeredményesebb pilótája. A Vörös Báró gépét 1918. április 21-én lőtték le. Először Bertangles polgári temetőjében hantolták el, majd Fricourt-ba helyezték át. 1925-ben ismét kihantolták földi maradványait, és Berlinben helyezték végső nyugalomra.